# Liste der James-Bond-Titellieder
Diese Liste enthält sämtliche Titellieder der James-Bond-Spielfilme. Die beiden Filme 007 jagt Dr. No und Im Geheimdienst Ihrer Majestät haben als einzige instrumentale Titelthemen, wobei zum letzteren Film auch das Lied We Have All the Time in the World von Louis Armstrong als Titellied genannt wird. In Liebesgrüße aus Moskau läuft das Titellied erst am Ende des Films, wobei nach der Eröffnungssequenz eine instrumentale Version des Liedes zu hören ist.
Das Lied Live and Let Die aus dem Jahr 1973 war das erste der Filmreihe, das für den Oscar in der Kategorie Bester Song nominiert wurde. Weitere nominierte Titelsongs folgten, aber erst Skyfall aus dem Jahr 2012 wurde mit dem Preis ausgezeichnet.
Gesondert aufgeführt sind die Titellieder der Filme, die nicht im Rahmen der offiziellen James-Bond-Reihe von Eon Productions produziert wurden.
Es werden die höchsten Chartplatzierungen in den USA, dem Vereinigten Königreich, Deutschland, Österreich sowie der Schweiz aufgeführt.
Eine Besonderheit ist das vom James Bond Theme abweichende 007 Theme, das vornehmlich in Action-Szenen, in den Filmen Liebesgrüße aus Moskau, Feuerball, Man lebt nur zweimal, Diamantenfieber und Moonraker auftaucht.

## Titellieder der Bond-Filme von Eon Productions
| Titellied                       | Jahr | Interpret                | Film                           | Komponist(en)                                           | US | UK | D  | A  | CH | Oscars    |
| ------------------------------- | ---- | ------------------------ | ------------------------------ | ------------------------------------------------------- | -- | -- | -- | -- | -- | --------- |
| James Bond Theme                | 1962 | John Barry & Orchestra   | 007 jagt Dr. No                | Monty Norman, John Barry                                | –  | –  | –  | –  | –  |           |
| From Russia with Love           | 1963 | Matt Monro               | Liebesgrüße aus Moskau         | John Barry, Matt Monro                                  | –  | 20 | –  | –  | –  |           |
| Goldfinger                      | 1964 | Shirley Bassey           | Goldfinger                     | John Barry, Anthony Newley, Leslie Bricusse             | 08 | 21 | 08 | –  | –  |           |
| Thunderball                     | 1965 | Tom Jones                | Feuerball                      | John Barry, Don Black                                   | 25 | 35 | –  | –  | –  |           |
| You Only Live Twice             | 1967 | Nancy Sinatra            | Man lebt nur zweimal           | John Barry, Leslie Bricusse                             | 44 | 11 | –  | –  | –  |           |
| On Her Majesty’s Secret Service | 1969 | John Barry & Orchestra   | Im Geheimdienst Ihrer Majestät | John Barry                                              | –  | –  | –  | –  | –  |           |
| Diamonds Are Forever            | 1971 | Shirley Bassey           | Diamantenfieber                | John Barry, Don Black                                   | 57 | 38 | –  | –  | –  |           |
| Live and Let Die                | 1973 | Paul McCartney & Wings   | Leben und sterben lassen       | Paul McCartney, Linda McCartney                         | 02 | 09 | 31 | –  | –  | nominiert |
| The Man with the Golden Gun     | 1974 | Lulu                     | Der Mann mit dem goldenen Colt | John Barry, Don Black                                   | –  | –  | –  | –  | –  |           |
| Nobody Does It Better           | 1977 | Carly Simon              | Der Spion, der mich liebte     | Marvin Hamlisch, Carole Bayer Sager                     | 02 | 07 | 31 | –  | –  | nominiert |
| Moonraker                       | 1979 | Shirley Bassey           | Moonraker – Streng geheim!     | John Barry, Hal David                                   | –  | –  | –  | –  | –  |           |
| For Your Eyes Only              | 1981 | Sheena Easton            | In tödlicher Mission           | Bill Conti, Michael Leeson                              | 04 | 08 | 05 | 03 | 01 | nominiert |
| All Time High                   | 1983 | Rita Coolidge            | Octopussy                      | John Barry, Tim Rice, Stephen Short                     | 36 | 75 | 13 | 14 | 07 |           |
| A View to a Kill                | 1985 | Duran Duran              | Im Angesicht des Todes         | John Barry, Duran Duran                                 | 01 | 02 | 09 | 06 | 07 |           |
| The Living Daylights            | 1987 | a-ha                     | Der Hauch des Todes            | John Barry, Pål Waaktaar                                | –  | 05 | 08 | 18 | 08 |           |
| Licence to Kill                 | 1989 | Gladys Knight            | Lizenz zum Töten               | Narada Michael Walden, Jeffrey Cohen, Walter Afanasieff | –  | 06 | 06 | –  | –  |           |
| GoldenEye                       | 1995 | Tina Turner              | GoldenEye                      | Bono, The Edge                                          | –  | 10 | 08 | 05 | 03 |           |
| Tomorrow Never Dies             | 1997 | Sheryl Crow              | Der Morgen stirbt nie          | Sheryl Crow, Mitchell Froom                             | –  | 12 | 52 | –  | 12 |           |
| The World Is Not Enough         | 1999 | Garbage                  | Die Welt ist nicht genug       | David Arnold, Don Black                                 | –  | 11 | 38 | 40 | 16 |           |
| Die Another Day                 | 2002 | Madonna                  | Stirb an einem anderen Tag     | Madonna, Mirwais                                        | 08 | 03 | 04 | 02 | 04 |           |
| You Know My Name                | 2006 | Chris Cornell            | Casino Royale                  | David Arnold, Chris Cornell                             | 79 | 07 | 15 | 28 | 10 |           |
| Another Way to Die              | 2008 | Alicia Keys & Jack White | Ein Quantum Trost              | Jack White                                              | 81 | 09 | 08 | 02 | 04 |           |
| Skyfall                         | 2012 | Adele                    | Skyfall                        | Adele, Paul Epworth                                     | 08 | 02 | 01 | 02 | 01 | gewonnen  |
| Writing’s on the Wall           | 2015 | Sam Smith                | Spectre                        | Jimmy Napes, Sam Smith                                  | 71 | 01 | 22 | 20 | 06 | gewonnen  |
| No Time to Die                  | 2020 | Billie Eilish            | Keine Zeit zu sterben          | Billie Eilish, Finneas O’Connell                        | 16 | 01 | 05 | 02 | 02 | gewonnen  |

## Titellieder inoffizieller Bond-Filme
| Titellied             | Interpret                       | Film            | Jahr | Komponist(en)  |
| --------------------- | ------------------------------- | --------------- | ---- | -------------- |
| Casino Royale         | Herb Alpert & The Tijuana Brass | Casino Royale   | 1967 | Burt Bacharach |
| Never Say Never Again | Lani Hall                       | Sag niemals nie | 1983 | Michel Legrand |

## Sonstige Lieder der Bond-Filme
| Lied                                       | Interpret         | Film                           | Jahr | Komponist(en)                                         |
| ------------------------------------------ | ----------------- | ------------------------------ | ---- | ----------------------------------------------------- |
| Three Blind Mice                           |                   | 007 jagt Dr. No                | 1962 | Monty Norman                                          |
| Underneath The Mango Tree                  |                   | 007 jagt Dr. No                | 1962 | Monty Norman                                          |
| Jump Up                                    |                   | 007 jagt Dr. No                | 1962 |                                                       |
| Mr Kiss Kiss Bang Bang                     | Dionne Warwick    | Feuerball                      | 1965 | John Barry                                            |
| The Look of Love                           | Dusty Springfield | Casino Royale                  | 1967 | Burt Bacharach                                        |
| We Have All the Time in the World          | Louis Armstrong   | Im Geheimdienst Ihrer Majestät | 1969 | John Barry, Hal David (Text), Phil Ramone (Produzent) |
| Do You Know How Christmas Trees Are Grown? | Nina              | Im Geheimdienst Ihrer Majestät | 1969 | John Barry, Hal David (Text), Phil Ramone (Produzent) |
| Make It Last All Night                     | Rage              | In tödlicher Mission           | 1981 | Bill Conti                                            |
| Une Chanson D'Amour                        | Sophie Della      | Sag niemals nie                | 1983 | Sophie Della, Jean Drejac, Michel Legrand             |
| Where Has Everybody Gone                   | The Pretenders    | Der Hauch des Todes            | 1987 | John Barry                                            |
| If There Was A Man                         | The Pretenders    | Der Hauch des Todes            | 1987 | John Barry                                            |
| If You Asked Me To                         | Patti LaBelle     | Lizenz zum Töten               | 1989 | Diane Warren                                          |
| Wedding Party                              | Ivory             | Lizenz zum Töten               | 1989 | Jimmy Duncan                                          |
| Dirty Love                                 | Tim Feehan        | Lizenz zum Töten               | 1989 | Steve Dublin, Jeff Pescetto                           |
| The Experience of Love                     | Éric Serra        | GoldenEye                      | 1995 | Éric Serra                                            |
| Surrender                                  | k.d. lang         | Der Morgen stirbt nie          | 1997 | Don Black                                             |
| Only Myself to Blame                       | Scott Walker      | Die Welt ist nicht genug       | 1999 | David Arnold                                          |
| We Have All the Time in the World          | Louis Armstrong   | No Time to Die                 | 2021 | John Barry, Hal David (Text), Phil Ramone (Produzent) |

## Lieder der Bond-Filme in deutscher Sprache (Auswahl)
Neben Mireille Mathieu und Katja Ebstein, deren Lieder offiziell zur deutschen Synchronfassung gehörten, sangen auch andere Interpreten wie Ruth Berlé, Alan Corb, Tanja Berg oder Sollie Nero Bond-Lieder in Deutsch jeweils zum Kinostart eines Filmes.
| Titellied                              | Interpret        | Film                           | Jahr | Komponist(en)                                                           |
| -------------------------------------- | ---------------- | ------------------------------ | ---- | ----------------------------------------------------------------------- |
| Die Wolga ist weit                     | Ruth Berlé       | Liebesgrüße aus Moskau         | 1963 |                                                                         |
| Feuerball                              | Alan Corb        | Feuerball                      | 1965 |                                                                         |
| Mr Kiss Kiss Bang Bang                 | Alan Corb        | Feuerball                      | 1965 |                                                                         |
| Du lebst nur zweimal                   | Gissy André      | Man lebt nur zweimal           | 1967 |                                                                         |
| Ein Blick von Dir                      | Mireille Mathieu | Casino Royale                  | 1967 |                                                                         |
| Diamanten sind für immer               | Tanja Berg       | Diamantenfieber                | 1972 |                                                                         |
| In deinen Augen                        | Sollie Nero      | In tödlicher Mission           | 1981 |                                                                         |
| Wovon träumt ein Weihnachtsbaum im Mai | Katja Ebstein    | Im Geheimdienst Ihrer Majestät | 1969 | John Barry, Kurt Hertha (Deutscher Text), Siegfried E. Loch (Produzent) |